# 布谢
布谢（法語：Bouchet，法語發音：[buʃɛ]）是法国德龙省的一个市镇，属于尼永斯区。

## 地理
布谢（44°17'57"N, 4°52'23"E）面积11.89 平方千米，位于法国奥弗涅-罗讷-阿尔卑斯大区德龙省，该省份为法国东南部内陆省份，北起顺时针与伊泽尔省、上阿尔卑斯省、上普罗旺斯阿尔卑斯省、沃克吕兹省和阿尔代什省接壤。
与布谢接壤的市镇（或旧市镇、城区）包括：拉博姆德特朗西特、叙兹拉鲁斯、蒂莱特、维桑。

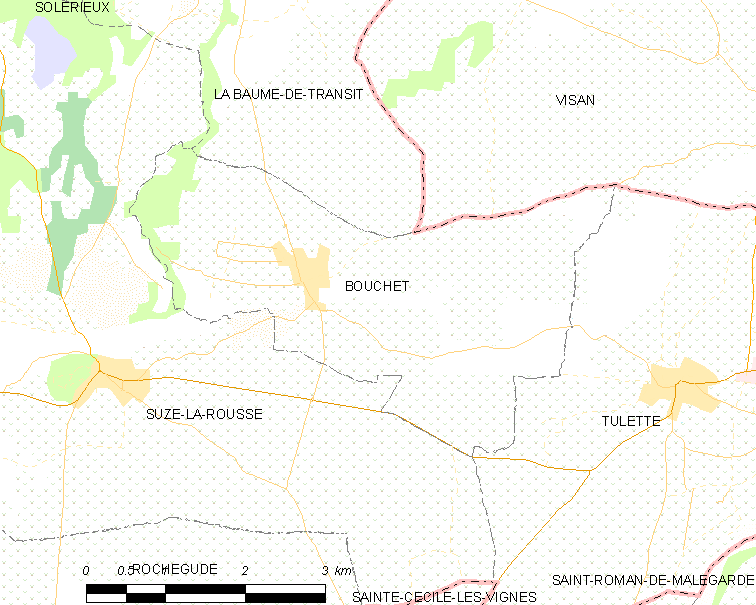
布谢的OSM定位图

布谢的时区为UTC+01:00、UTC+02:00（夏令时）。

## 行政
布谢的邮政编码为26790，INSEE市镇编码为26054。

## 政治
布谢所属的省级选区为格里尼昂县。

## 人口

1962-2008年间布谢人口变化图示

布谢于2022年1月1日时的人口数量为1417人。